# Billboard (tygodnik)
Billboard (The International Music-Record-Tape Newsweekly) – amerykański tygodnik poświęcony przemysłowi muzycznemu w Stanach Zjednoczonych.

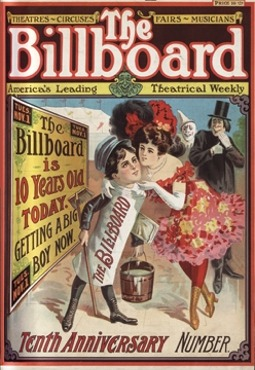
Wydanie magazynu „Billboard” z 1904

Powstał w Los Angeles w 1894. Tygodnik prowadzi szereg list przebojów, m.in. Billboard Hot 100 (sto najpopularniejszych utworów wszelkich gatunków) oraz Billboard 200 (zestawienie dwustu najlepiej sprzedających się albumów).
Listy przebojów „Billboardu” stanowią częstą miarę popularności i wyznacznik jakości wykonawców oraz ich poszczególnych utworów. Od 2005 „Billboard” należy do holenderskiego koncernu Verenigde Nederlandse Uitgeverijen.